# Frida Källgren
Frida Källgren , född 9 juli 1998 i Stockholm, är en svensk simhoppare. Hon tävlar för Malmö Kappsimningsklubb och började på det naturvetenskapliga programmet på ProCivitas Privata Gymnasium 2013.

## Biografi
Frida Källgren började träna simhopp som sjuåring i Stockholm hos Polisens IF. Som åttaåring flyttade hon med familjen till München och fortsatte träna i SG Stadtwerke München. Efter fyra år flyttade hon ensam till sina morföräldrar i Malmö och började tävla för Malmö Kappsimningsklubb. I MKK utvecklades hon snabbt och positivt vilket har lett henne till många framgångar både i nationella och internationella sammanhang. Hennes genombrott internationellt var hennes deltagande i NJM 2011 då hon uppnådde många medaljplaceringar. Efter detta har hon tävlat för det svenska simhoppslandslaget ett tiotal gånger. Hon har tävlat syncron med både Felicia Granath och Wilma Stålarm.

## Meriter

### Junior
- USM: 7 guld, 3 silver, 1 brons
  - 2011, Jönköping - Höga Hopp: guld, 3 meter: guld, 1 meter: guld
  - 2012, Lund - Höga Hopp: guld, 3 meter: guld, 1 meter: guld
  - 2013, Lund - Höga Hopp: silver, 3 meter: silver, 1 meter: brons
  - 2014, Jönköping - 3 meter: guld, 1 meter: silver[3]
- JSM: 1 guld, 2 silver, 3 brons
  - 2012, Jönköping - Höga Hopp: brons, 1 meter: brons
  - 2013, Malmö - Höga Hopp: silver, Synchro: brons
  - 2014, Malmö - 1 meter: guld, Synchro: silver[3]
- NJM: 6 guld, 3 silver, 1 brons
  - 2011, Greve - Höga Hopp: guld, 3 meter: guld, 1 meter: silver, Synchro: silver
  - 2012, Åbo - 3 meter: brons, 1 meter: guld
  - 2013, Kristiansand - 3 meter: guld, 1 meter: guld
  - 2014, Jönköping - 1 meter: silver, Synchro: guld[4]
- EJM:
  - 2012, Graz - 3 meter: 11:a
  - 2013, Poznań - 1 meter: 6:a
  - 2014, Bergamo - 1 meter: 10:a[5]

### Senior
- SM: 1 guld, 3 silver
  - 2011, Lund - Synchro: guld med Felicia Granath
  - 2013, Jönköping - Synchro: silver med Wilma Stålarm
  - 2013, Stockholm - Synchro: silver med Wilma Stålarm
  - 2014, Lund - Synchro: silver med Wilma Stålarm[3]